# Замунда банана бенд
„Замунда банана бенд“ е български музикално-сатиричен дует, който съществува от 1993 до 1998 г.

## История
Членове на групата са Георги Петров Пеев и Радослав Петков Бимбалов  ролите им съответно на чуждестранните студенти Н'Гого и Кобо Кобо от измислената бананова република Замунда, които говорят и пеят за живота в тяхната родина на развален български. Музиката е базирана на инструментали от известни реге, карибски и рок хитове от края на 1980-те и началото на 1990-те години. Текстовете са изцяло авторски и третират по хумористичен начин актуални икономически, политически и битови проблеми от началото на Прехода.
Георги Петров Пеев и Радослав Петков Бимбалов се срещат през 1992 г., когато стартират предаването „Нивото на канала в сантиметри“ по пловдивското радио „Канал Ком“. Идеята за героите от държавата Замунда им хрумва през следващата година и дотолкова се харесва на слушателите, че двамата решават да направят няколко песни на „замундски“, които стават популярни веднага след излъчването си в ефир. До края на годината Пеев и Бимбалов записват още парчета. Така на 30 януари 1994 се появява първият албум на Замунда банана бенд „Нас банана ни храни всички“. По информация на групата на промоцията на албума се събират 8000 души, а на първия ден след това са продадени 12 000 касети само в Пловдив. Окончателният тираж възлиза на 300 000 бройки.
До 1998 излизат още три албума, след което Радо Бимбалов се оттегля от дуета. Жоро Пеев продължава да движи Замунда банана бенд сам, гостува в песни на попфолк изпълнители, обявява пети албум и няколко пъти се опитва да върне бенда на сцена, но безуспешно.
От творчеството на „Замунда банана бенд“ в разговорния български език на 1990-те навлизат и дълго се употребяват множество изрази. Такива са например „банана мама, мамуна проклета“, „съм много убав, да“, „рагу и дзъби“ и други.

## Дискография
Дискографията на Замунда банана бенд включва 4 студийни албума:

### Нас банана ни храни всички (1994)
1. Де е банана
2. Боса по джунгла
3. Give me го банана
4. Лошо ми е
5. Дисидентска балада
6. На всеки клон Канал Ком
7. Протестна песен
8. Мукумба
9. Назад към природата
10. О' густо майна

### Избори в Замунда (1995)
1. Рай
2. Слава богу рок
3. Гол банан
4. Туршия
5. Мамуна (върху музиката на песента La Luna на Belinda Carlisle)
6. Ш'та изям бе
7. О, да
8. Недоволен
9. Приспивна песен
10. Хит подир хит

### Н'гуана уна е (1996)
1. Сме на море
2. Боза
3. Закона на кльона
4. У, бейби така нидей
5. Дядо мраз на власт
6. Банана в казана
7. Кожа
8. Н'гуана уна е
9. Иде слънцето пак

### Хичдане типука (1998)
1. Тамагочи
2. Рожден ден
3. Пиши три
4. Сладка моя мулатка
5. Ракия
6. Прогноз
7. Крокодил
8. Папа-лапа
9. Хичдане типука